# Marinus Steven Hoogmoed
Marinus Steven Hoogmoed (* 19. März 1942 in Rotterdam) ist ein niederländischer Herpetologe, der seit 2004 in Brasilien lebt. Sein Forschungsschwerpunkt ist die Herpetofauna Surinams und des Amazonasgebietes in Brasilien.

## Leben
Ab September 1960 absolvierte Hoogmoed ein Biologiestudium an der Universität Leiden, wo er im Januar 1966 graduiert wurde. Von Januar 1966 bis Dezember 1973 folgte ein Promotionsstudium an der Universität Leiden. Von Januar 1966 bis zu seinem Ruhestand im April 2004 war er Kurator an der herpetologischen Abteilung des Rijksmuseum van Natuurlijke Historie (Vorgängermuseum von Naturalis) in Leiden. Von Januar 1990 bis März 2001 war er Leiter der Wirbeltierabteilung des Museums. 
Von 1975 bis 2003 war er Mitglied der Fachbehörde von CITES/UNEP in den Niederlanden, von 1990 bis 2003 fungierte er als deren Vizepräsident. 1994 wurde er europäischer Vertreter des Tierausschusses von CITES/UNEP. Von Mai 2000 bis November 2002 war er Vorsitzender des Ausschusses in Leiden. Seit November 2003 ist er Gastforscher am Museu Paraense Emílio Goeldi in Belém, Brasilien. 
Von April bis November 1968 unternahm Hoogmoed seine erste Sammelexpedition nach Suriname und von Januar bis Februar 1970 seine zweite. Bei der ersten Exkursion sammelte er im gesamten Land, wobei nahezu 2500 Exemplare von Amphibien und Reptilien und zusätzlich zahlreiche Exemplare von Säugetieren, Vögeln, Fische und Insekten zusammengetragen wurden. Seine zweite Reise führte ihn in die Sipaliwini-Savanne und in die Umgebung von Paramaribo. Hier wurden 500 Exemplare von Amphibien und Reptilien, 80 Exemplare von Vögeln und einige Exemplare von Säugetieren und Fischen für das Rijksmuseum van Natuurlijke Historie gesammelt. 
Hoogmoed war Mitherausgeber und wissenschaftlicher Gutachter von mehreren internationalen Fachzeitschriften. Er beschrieb zwölf Reptilienarten und nahezu 40 Amphibienarten. 1984 stellte er die Gattung Adelophryne auf.
1979 war Hoogmoed Gründungsmitglied der Societas Europaea Herpetologica und bis 1987 deren Generalsekretär.
Hoogmoed ist mit der brasilianischen Herpetologin Teresa C. S. Ávila-Pires (* 1955) verheiratet.

## Dedikationsnamen
Nach Hoogmoed sind die Arten Lepidoblepharis hoogmoedi (1995), Rhinella hoogmoedi (2006), Arthrosaura hoogmoedi (2008), Atractus hoogmoedi (2010), Marinussaurus curupira (2011) und Amphisbaena hoogmoedi (2018) benannt.